# Christian Coalition
Il Christian Coalition of America, originariamente fondato con il nome di Christian Coalition,inc.  nel 1988, è un'organizzazione religiosa che include esponenti del mondo cristiano fondamentalista, neo-evangelicale e carismatico.
Fu fondato nel 1989 da Marion Gordon 'Pat' Robertson.

## L'influenza del Christian Coalition
I membri del Christian Coalition sfruttano la loro macchina organizzativa per infiltrarsi nelle cariche pubbliche più importanti. Ad esempio nel 1992, gli ultra-conservatori riuscirono a conquistare il potere in scuole del Texas, della California e della Florida e a imporre standard di insegnamento dell'Ottocento.
La più vasta denominazione protestante è quella dei Southern Baptists (quindici milioni di fedeli), che venne fondata nel 1845 da schiavisti convinti ed è sempre stata la preferita nelle zone del Ku Klux Klan. Nel 1995 i leader della chiesa hanno pubblicamente chiesto scusa ai neri per le persecuzioni di cui furono oggetto da parte di fedeli celebri come George Wallace.
Due milioni di persone hanno donato soldi alle sue casse. Fra le cause difese da questa fondazione c'è naturalmente l'abolizione dell'aborto, ma anche la castità. Un'inchiesta interna ha rivelato che la grande maggioranza dei contribuenti volontari è costituita da donne di età compresa fra i trenta e i cinquanta, per lo più sposate, per metà laureate.
Colorado for Family Values divenne famosa nel 1992, quando sponsorizzò un referendum per privare gli omosessuali di ogni protezione civile. E sempre in Colorado esercita "Promise Keepers", un movimento che esorta alla fedeltà matrimoniale. La ricchezza della religione è dimostrata anche dalle chiese. Dagli anni ottanta in poi l'America può vantare l'architettura religiosa più fiorente del mondo cristiano. La Willow Creek Community Church (35.200 metri quadrati, capienza 4.500 persone) a South Barrington (alla periferia di Chicago), la cattedrale dello Spirito Santo di Atlanta (in realtà un insieme di edifici che coprono un campus di cento acri, compreso un centro commerciale per articoli religiosi), la Crystal Cathedral di Los Angeles (situata nei pressi di Disneyland, commissionata nel 1980 dal telepredicatore Robert Schuller), e poi la Lakewood Church di Houston, in Texas, che ha sede presso il Lakewood Church Central Campus fondata dal reverendo Joel Osteen sono monumenti all'opulenza più che alla fede.
Il potere dei born-again christians si riflette infine nel rigoglio dell'editoria evangelica. Negli USA ci sono 25.000 librerie cristiane (cioè specializzate nella vendita di libri religiosi), il cui volume d'affari complessivo supera i tre miliardi di dollari, con una crescita negli anni novanta del 20-25%.